# Woszczele

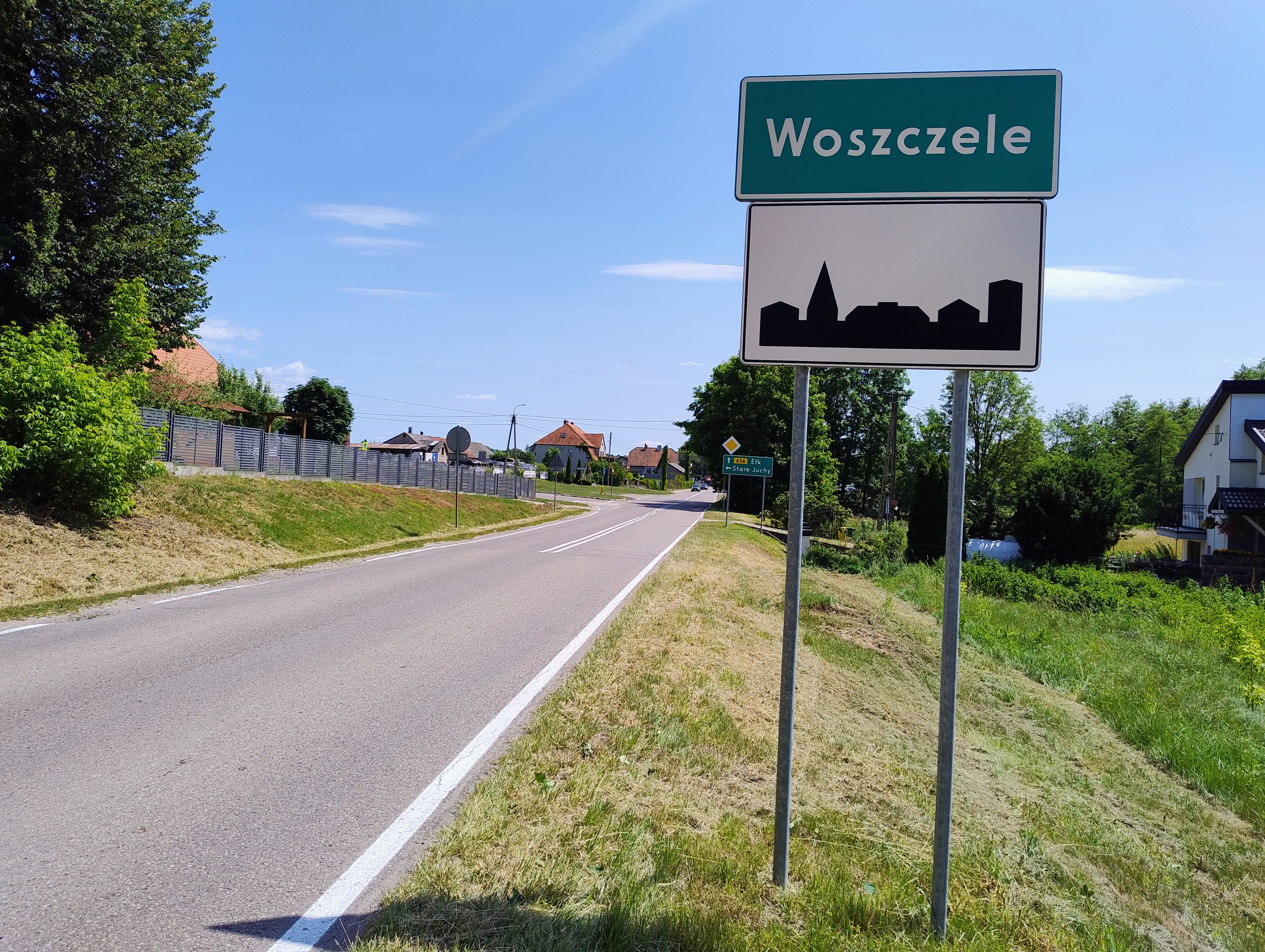
(2025)

Woszczele (deutsch Woszczellen, 1928 bis 1938 Woszellen, 1938 bis 1945 Neumalken) ist ein Dorf in der polnischen Woiwodschaft Ermland-Masuren und gehört zur Landgemeinde Lyck im Powiat Ełcki (Kreis Lyck).

## Geographische Lage
Woszczele liegt am Nordufer der Woszczeller Sees (1938 bis 1945 Neumalker See, polnisch Jezioro Woszczelskie) im Osten der Woiwodschaft Ermland-Masuren, acht Kilometer nordwestlich der Kreisstadt Ełk (Lyck).

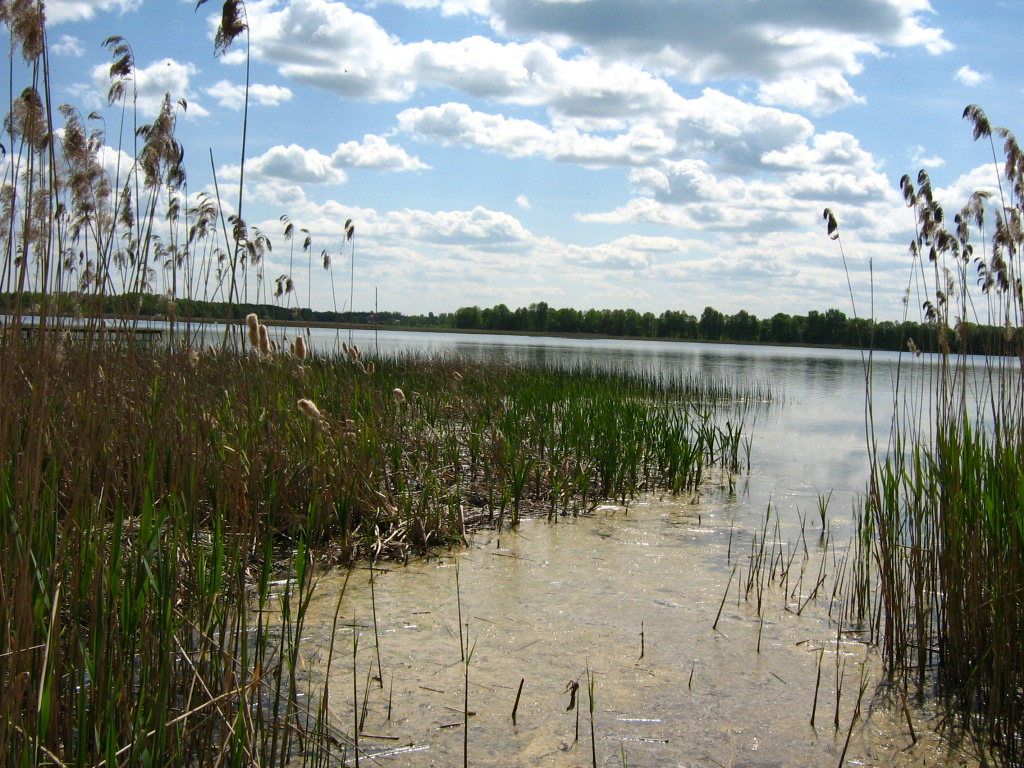
Blick auf den Jezioro Woszczelskie

## Geschichte
Im Jahre 1538 wurde das vor 1785 Neu Melkien, und bis 1928 Woszczellen genannte Dorf gegründet. Im Jahre 1874 wurde es in den neu errichteten Amtsbezirk Grabnick (polnisch Grabnik) eingegliedert, der bis 1945 bestand und zum Kreis Lyck im Regierungsbezirk Gumbinnen (ab 1905: Regierungsbezirk Allenstein) der preußischen Provinz Ostpreußen gehörte.
Im Jahre 1910 verzeichnete Woszczellen, dessen Schreibweise 1928 in „Woszellen“ verändert wurde, 376 Einwohner. Die Einwohnerzahl stieg bis 1933 auf 439 und belief sich 1939 auf 464. Aufgrund der Bestimmungen des Versailler Vertrags stimmte die Bevölkerung im Abstimmungsgebiet Allenstein, zu dem Woszczellen gehörte, am 11. Juli 1920 über die weitere staatliche Zugehörigkeit zu Ostpreußen (und damit zu Deutschland) oder den Anschluss an Polen ab. In Woszczellen stimmten 260 Einwohner für den Verbleib bei Ostpreußen, auf Polen entfielen keine Stimmen.
Am 3. Juni (amtlich bestätigt am 16. Juli) des Jahres 1938 wurde Woszellen aus politisch-ideologischen Gründen der Abwehr fremdländisch klingender Ortsnamen in „Neumalken“ umbenannt.
In Kriegsfolge kam das Dorf 1945 mit dem gesamten südlichen Ostpreußen zu Polen und trägt seither die polnische Namensform „Woszczele“. Es ist heute Sitz eines Schulzenamtes (polnisch Sołectwo) und somit eine Ortschaft im Verbund der Gmina Ełk (Landgemeinde Lyck) im Powiat Ełcki (Kreis Lyck), vor 1998 der Woiwodschaft Suwałki, seitdem der Woiwodschaft Ermland-Masuren zugehörig.

## Kirche

### Evangelisch
Bis 1945 war Woszczellen (Woszellen) resp. Neumalken in die evangelische Kirche Grabnick in der Kirchenprovinz Ostpreußen der Kirche der Altpreußischen Union eingepfarrt. In Kriegsfolge leben heute nur noch wenige evangelische Kirchenglieder in Woszczele. Sie halten sich zur Kirchengemeinde in der Kreisstadt Ełk, einer Filialgemeinde der Pfarrei in Pisz (deutsch Johannisburg) in der Diözese Masuren der Evangelisch-Augsburgischen Kirche in Polen.

### Römisch-katholisch
Vor 1945 lebten nur wenige Katholiken in Woszczellen (Woszellen) resp. Neumalken. Sie gehörten zur St.-Adalbert-Kirche in Lyck im Bistum Ermland. Heute hat Woszczele eine eigene römisch-katholische Kirche, die eine Filialkirche der Pfarrei Grabnik im Bistum Ełk der Römisch-katholischen Kirche in Polen ist. Sie trägt den Namen Kaplica Najświętszego Serca Jezusowego (deutsch Herz-Jesu-Kirche).

## Verkehr
Woszczele liegt verkehrsgünstig an der Woiwodschaftsstraße 656, die die Region Ełk (Lyck) mit der Region Giżycko (Lötzen) verbindet. Außerdem enden Nebenstraßen von Bałamutowo (Ballamutowen, 1934 bis 1945 Giersfelde) im Norden bzw. von Małkinie (Malkiehnen, 1938 bis 1945 Malkienen) im Süden herkommend in Woszczele.
Woszczele ist Bahnstation an der Bahnstrecke Korsze–Białystok.